# Klauzy

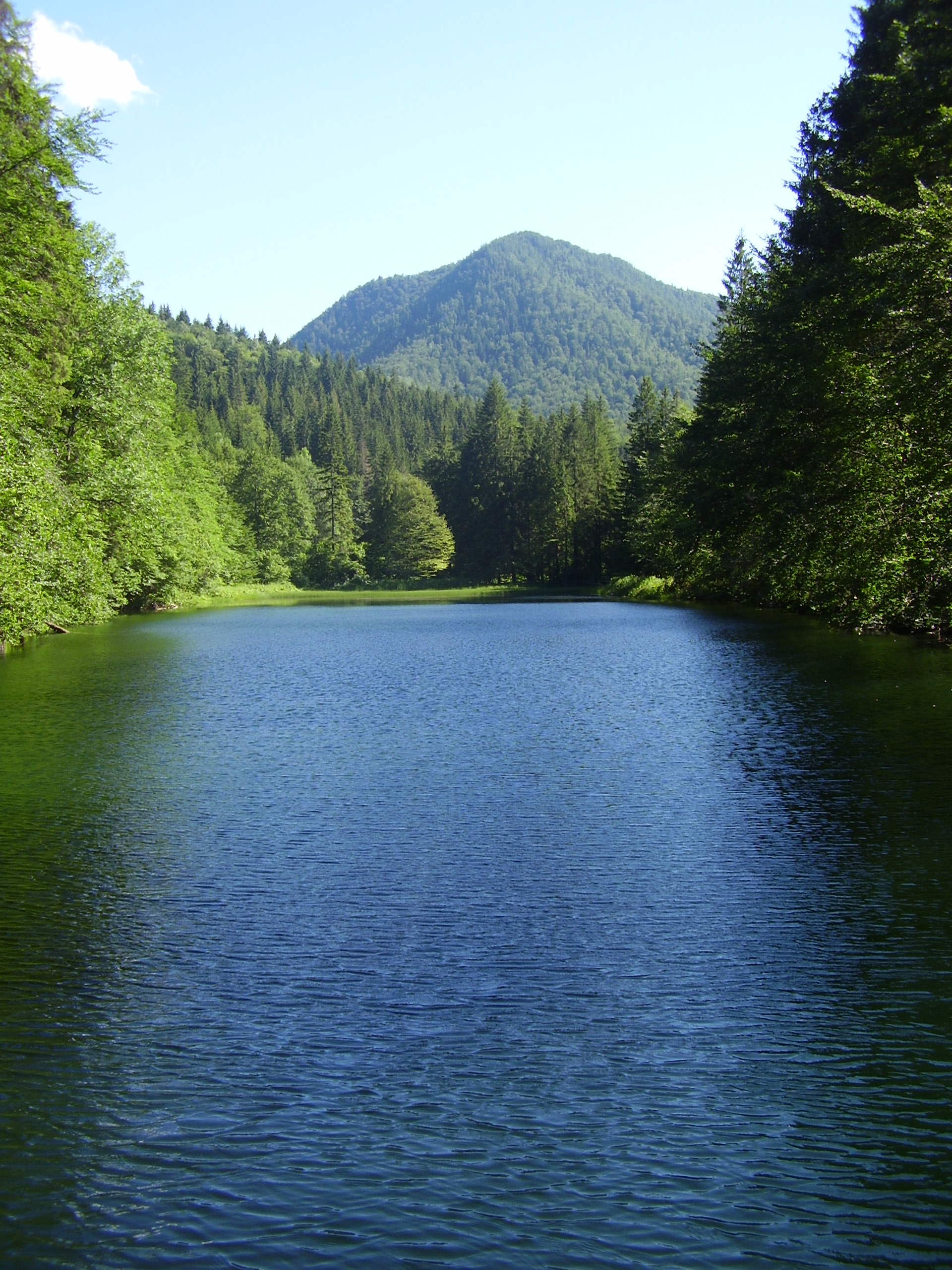
Pohled na hladinu nádrže

Klauzy jsou vodní nádrž ve Slovenském ráji.

## Přírodní podmínky

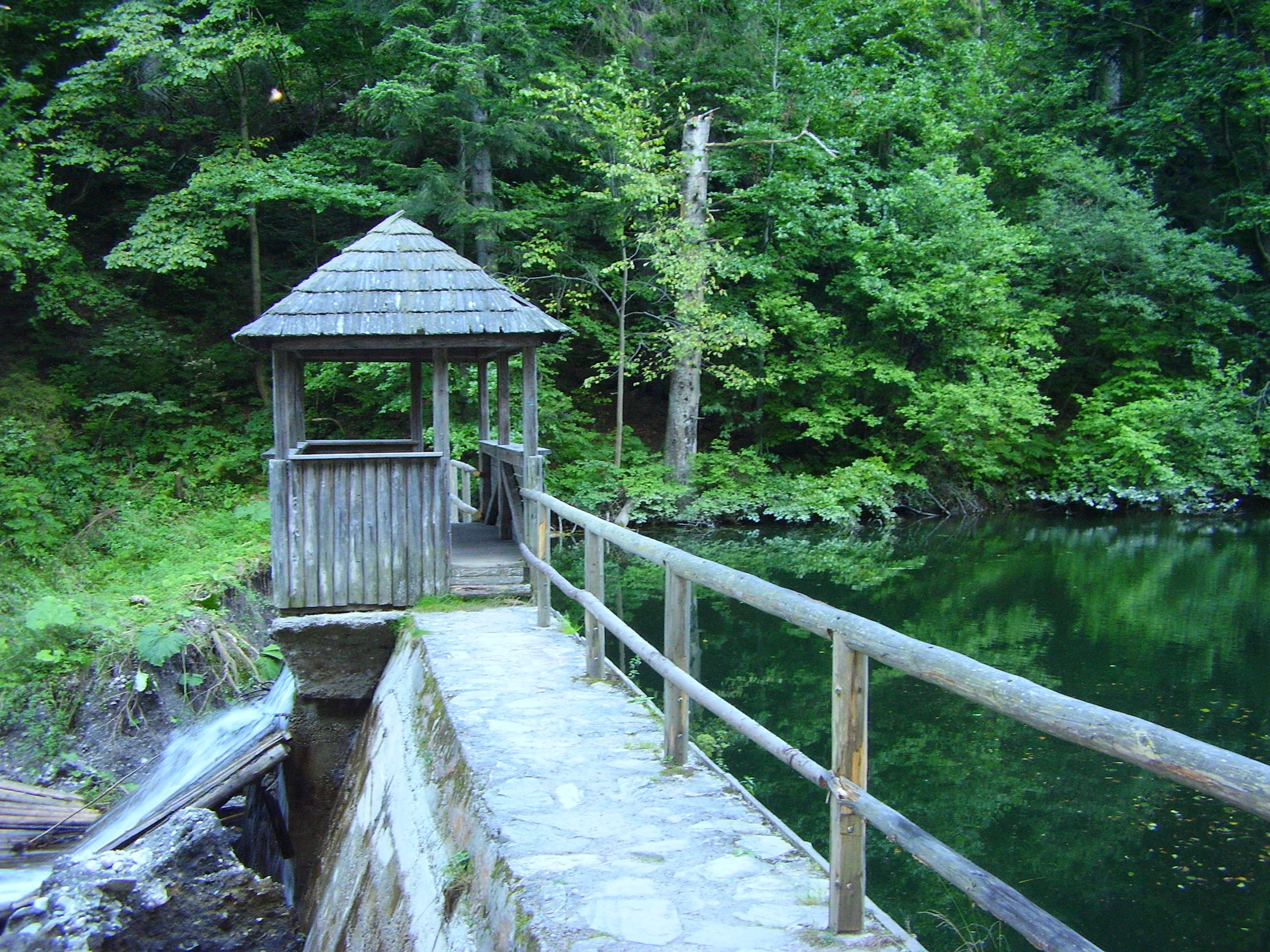
Hráz vodní nádrže Klauzy

Vodní nádrž se nachází ve východní části Slovenského ráje na Bielom potoku. Úsek Bieleho potoka od nádrže až k jeho ústí do Hornádu o délce cca 6 kilometrů je nazýván Tomášovská Belá. K nádrži vede turistická značka z Bykárky a Gerav.

## Využití
Nádrž s 7,8 metru vysokou hrází byla do roku 1950 využívána ke splavování dřeva do obce Smižany k Smižanské maši. V současné době se voda z přehrady již nevyužívá a přehrada samotná je využívána k chovu ryb. Vichřice a povodeň v létě roku 2008 způsobily velké škody v okolí přehrady i na hrázi samotné.